# Universität Oviedo
Die Universität Oviedo (span. Universidad de Oviedo ast. Universidá d’Uviéu) ist eine staatliche Hochschule, die Ende des 16. Jahrhunderts vom katholischen Erzbischof Fernando de Valdés y Salas gegründet wurde und 1608 ihre Tätigkeit in Oviedo aufnahm. Heute betreibt sie als staatliche Universität von Asturien Außenstellen in Gijón und Mieres.

## Geschichte

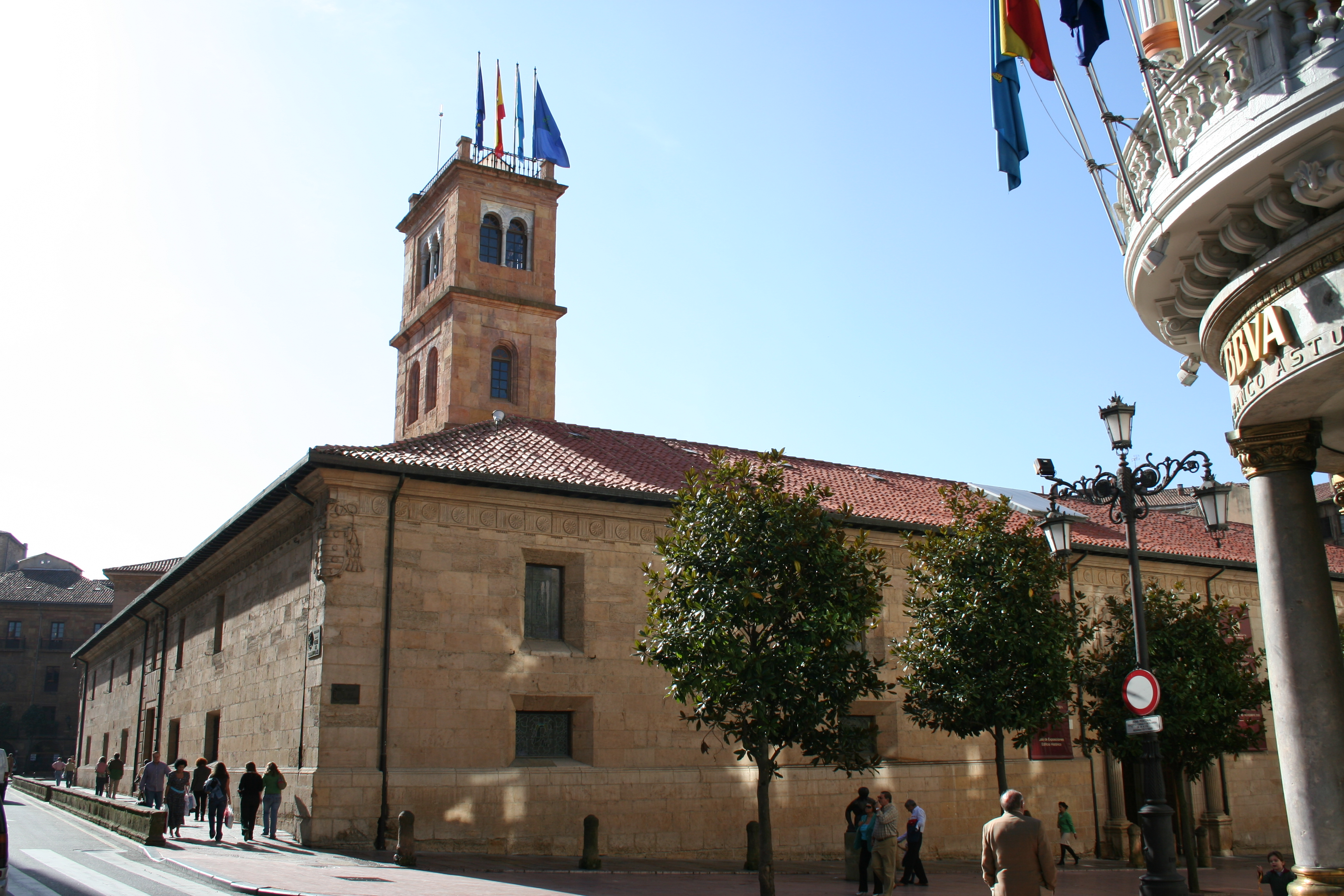
Historisches Gebäude der Universität Oviedo

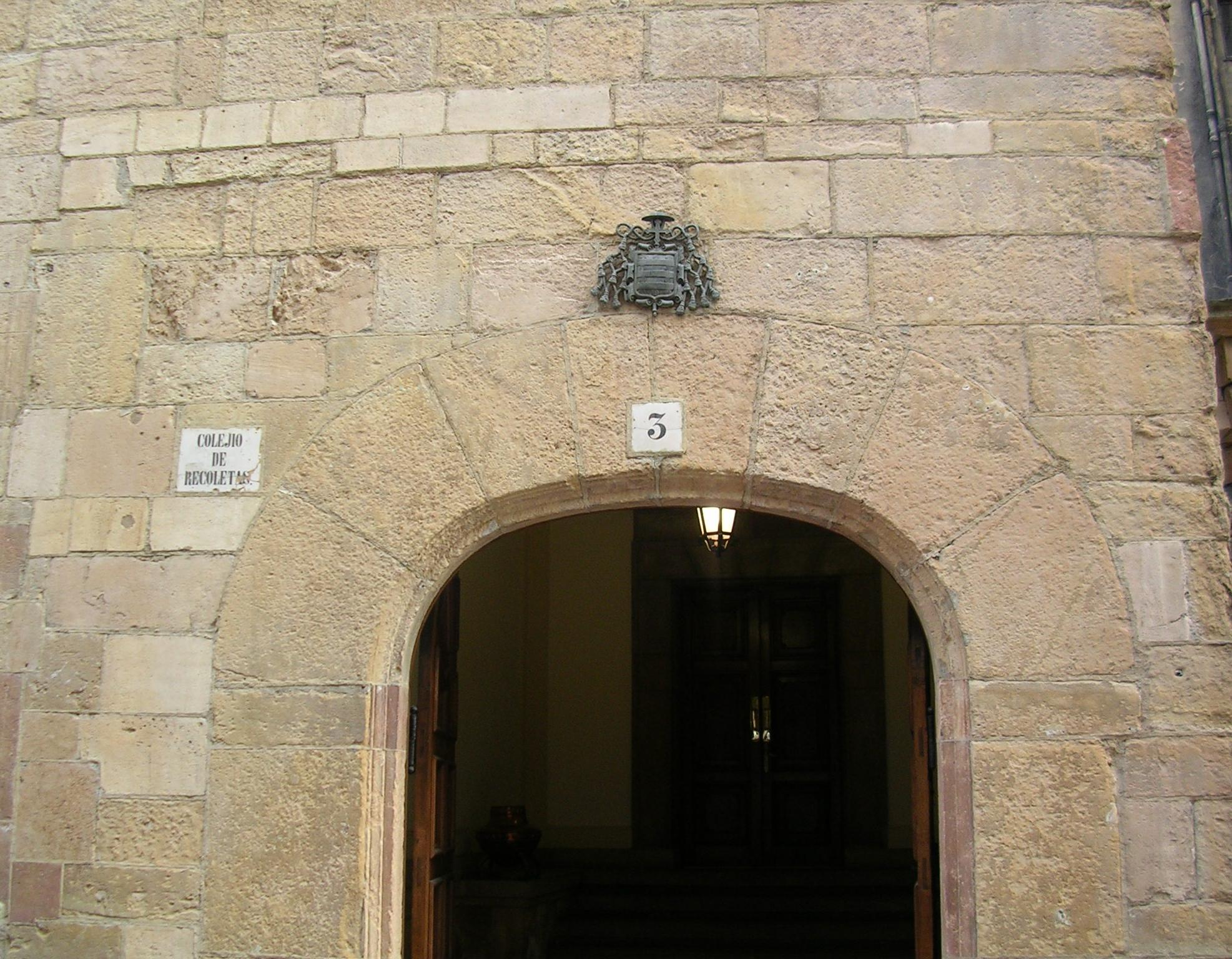
Alter Eingang des Colejio de Recoletas

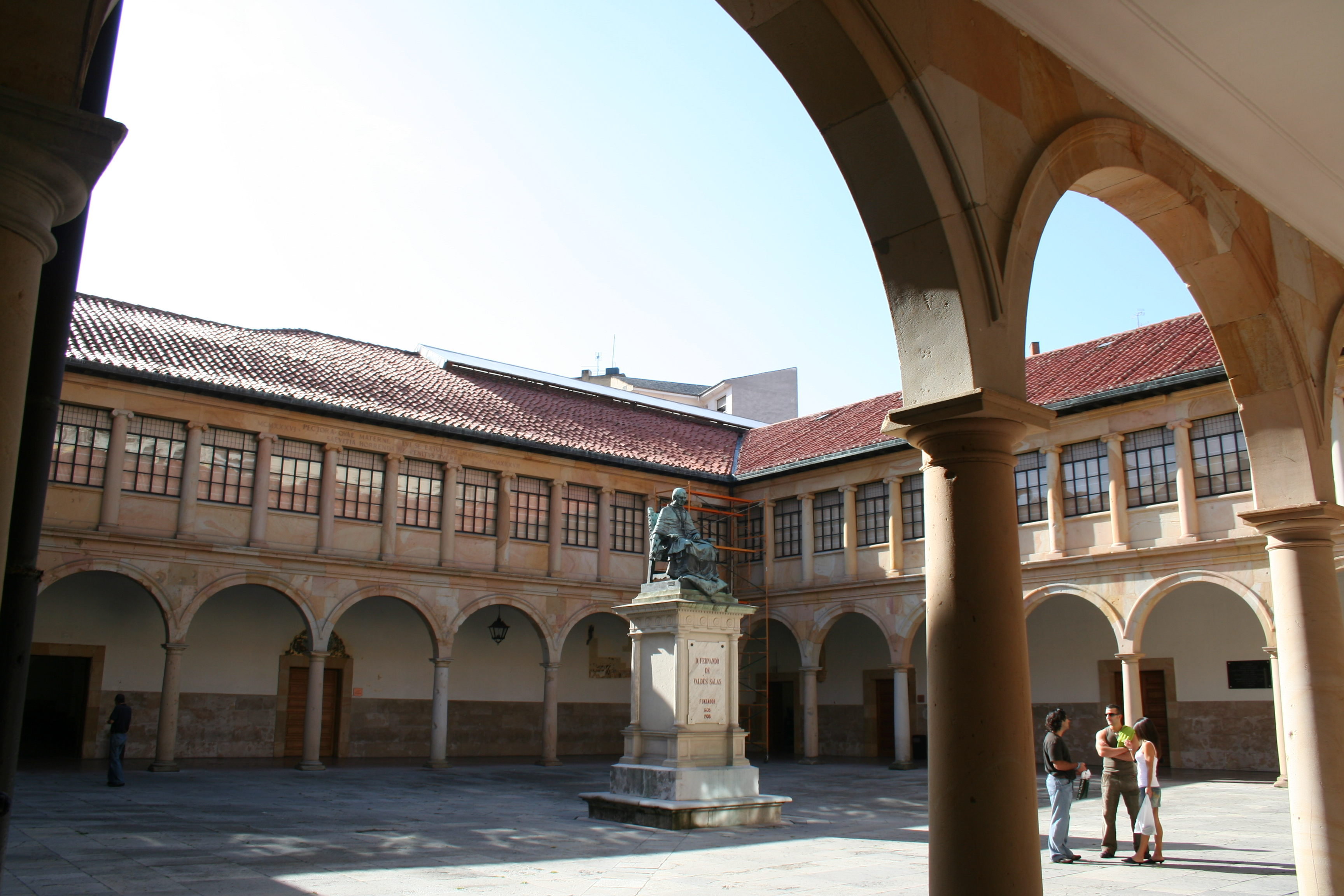
Kreuzgang im historischen Bau der Universität Oviedo mit der Statue des Gründers, Fernando Valdés Salas, Erzbischof von Sevilla und Großinquisitor

Die Universität wurde am 21. September 1608 eingeweiht und die drei großen Fakultäten des Kanonischen Rechtes, der (weltlichen) Rechtswissenschaften, sowie der Theologie nahmen ihre Lehrtätigkeit auf. Damit erfüllte man den testamentarischen Willen von Fernando de Valdés y Salas. Der Erzbischof von Sevilla und Großinquisitor während der Regierungszeiten Karls I. und Philipps II. hatte zuvor bereits die Hochschule San Gregorio für das Grammatik- und Lateinstudium sowie eine Schule für Waisenmädchen in Recoletas gegründet. Heute hat das Rektorat seinen Sitz im früheren Kolleg von Recoletas; das Grundstück von San Gregorio, gegenüber dem historischen Gebäude der Universität, gehört heute einer Bank.
In den ersten Jahren galten die Anstrengungen der Hochschule vor allem der Verbesserung und Festigung der Organisation derjenigen Studienfächer, die sie anbot, da die finanziellen Mittel nicht viel mehr erlaubten. Während dieser Zeit richteten sich die Hochschulen nach den so genannten Estatutos Viejos (dt. „Alte Satzungen“) und nach den Normen der Universität Salamanca.
Die prägendsten Ereignisse der folgenden Jahrhunderte waren die Reform der spanischen Universitäten im Jahr 1774 und die Besetzung des historischen Baus der Universität durch die Franzosen, was zur Einstellung des Lehrbetriebs bis zu ihrer Vertreibung 1812 führte.
Ende des 19. Jahrhunderts gründete eine Gruppe liberaler Hochschullehrer die so genannte Extensión Universitaria, die die Institutionalisierung der öffentlichen Universitäten anstrebte. Diese Extensión Universitaria blieb allerdings nicht mehr als ein Versuch, der in Wirklichkeit gerade noch das Publikum an der eigenen Universität erreichte. Insbesondere das Proletariat sah die Universität weiterhin als Institution an, die den Zweck verfolgte, die Ideologie der Bourgeoisie weiterzugeben. Dies führte am 13. Oktober 1934 während des Aufstandes der Sozialisten und Kommunisten gegen die Republik dazu, dass die Universität von Oviedo angezündet und zerstört wurde. Dem Brand fielen auch die große Bibliothek und die nicht weniger bedeutende Pinakothek mit Zeugnissen asturischen Kultur zum Opfer.
Nach dem Spanischen Bürgerkrieg wurde die Universität wieder aufgebaut, obwohl sich einige Stimmen für eine Verlagerung der Hochschule nach Santander ausgesprochen hatten.

## Fakultäten
Liste der Fakultäten nach Gründungsjahr:
- Rechtswissenschaften (1608)
- Chemie (1848)
- Philologie (1892)
- Geologie (1958)
- Biologie (1961)
- Geografie und Geschichte (1965)
- Medizin (1968)
- Wirtschaftswissenschaften (1974)
- Erziehungswissenschaften (1976)
- Naturwissenschaften (1990)
- Psychologie (1991)
- Philosophie (1993)

## Forschungseinrichtungen und besondere Institute
- Instituto Universitario de la Empresa
- Instituto Universitario de Tecnología Industrial de Asturias (IUTA)
- Instituto Universitario de Oncología
- Instituto Feijoo de Estudios del Siglo XVIII
- Instituto de Recursos Naturales y Ordenación del Territorio (INDUROT)
- Centro de Inteligencia Artificial
- Centro de Cooperación y Desarrollo Territorial (CECODET)
- Instituto Universitario de Biotecnología de Asturia (IUBA)
- Instituto de Ciencias de la Educación
- Instituto de Química Organometálica “Enrique Moles”

## Rektoren
| - 1860: Diego R. Bahamonde - 1865: Jacobo Tomás Olleta - 1866: León Salmeán y Mendayo - 1867: Domingo A. Arenas Secades - 1868: León Salmeán y Mendayo - 1884: Juan Rodríguez Arango - 1886: León Salmeán y Mendayo - 1888: Félix de Aramburu y Zuloaga - 1906: Fermín Canella Secades - 1914: Aniceto Sela Sampil - 1918: Jesús Arias de Velasco - 1924: Isaac Galcerán Cifuentes | - 1931: Leopoldo Alas Argüelles - 1936: Sabino Álvarez Gendín - 1951: Torcuato Fernández Miranda - 1954: Valentín Silva Melero - 1961: José Virgili Vinadé - 1973: José M. Caso González - 1978: Teododo López-Cuesta Egocheaga - 1983: Alberto Marcos Vallaure - 1988: Juan López Arranz - 1992: Santiago Gascón Muñoz - 1996: Julio Rodríguez Fernández - 2000: Juan Vázquez - 2008: Vicente Gotor |

## Campus

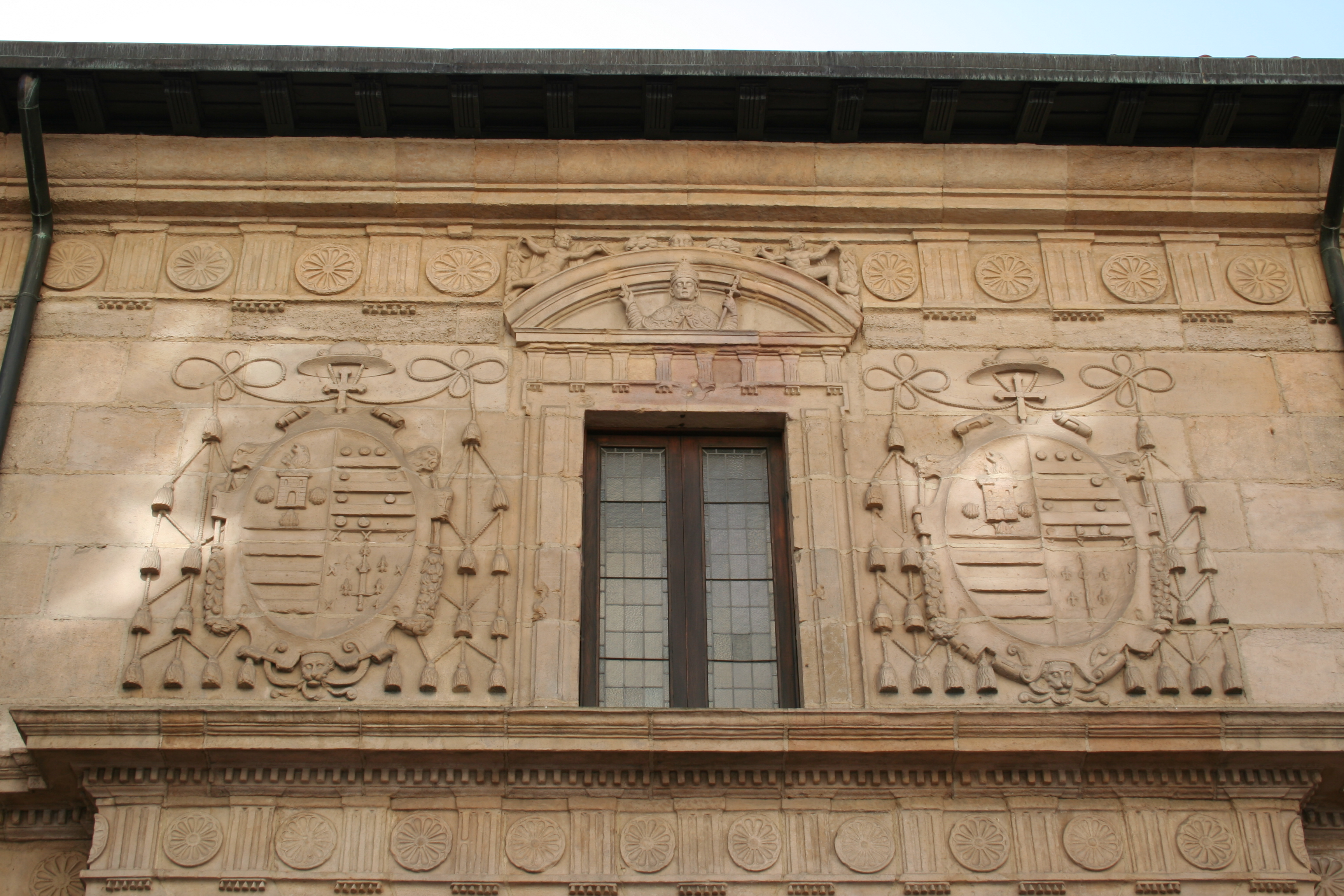
In die Fassade des historischen Gebäudes der Universität Oviedo eingearbeitete Wappen

- Oviedo:
  - Campus del Cristo
  - Campus de Llamaquique
  - Campus de los Catalanes
  - Campus Oviedo Centro
  - Campus de Humanidades (el Milán)

- Gijón:
  - Campus Gijón Centro
  - Campus de Viesques

- Mieres:
  - Campus de Mieres